# Ottorino Sartor
Ottorino Sartor   (Districte de Chancay, 18 de setembre de 1945 - Districte de Chancay, 2 de juny de 2021) va ser un futbolista peruà.
Va formar part de l'equip peruà a la Copa del Món de 1978.